# Béthune
Per la casa senyorial de Béthune, vegeu Casal de Béthune
Béthune és un municipi francès, situat al departament del Pas de Calais i a la regió dels Alts de França. L'any 1999 tenia 27.808 habitants.
Està situat a l'Artois, al sud-oest de Lilla, a la confluència del riu Lawe i el canal d'Aire. El seu paisatge urbà està dominat per torres del segle xiv. Gràcies a la seva situació en una conca carbonífera, la mineria del carbó i les indústries auxiliars en són la principal activitat, però també fabrica rellotges, calçat i ceràmica, i té indústria alimentària i confecció.

## Fills il·lustres
Fou el lloc de naixement del pintor Augustin Hannicote i del compositor Thomas Crecquillon.